# Іоан Дічезаре
Іоан Дічезаре (рум. Ioan Dicezare; 12 серпня 1916, Бухарест — 10 серпня 2012, Бухарест) — румунський льотчик-ас, один з найбільш результативних пілотів-винищувачів за всю історію румунської авіації.
До травня 1945 року Іоан Дічезаре, зробивши більше 500 бойових вильотів, здобув 16 підтверджених і 3 ймовірні перемоги. За іншими даними здобув 40 повітряних перемог.

## Біографія
Італійського походження, справжнє прізвище родини Ді Чезаре.
З самого початку Другої світової війни літав у складі 7-ї винищувальної групи («Grupul 7 Vânătoare»). Воював проти авіації СРСР, США, а після виходу Румунії з Осі — проти Третього Рейху. Брав участь у боях під Сталінградом, Дніпропетровськом і Маріуполем, де він воював на боці німецької авіації; до 23 серпня 1944 брав участь в обороні нафтопромислів Плоєшті від бомбардувань авіації США, після 23 серпня 1944 року до кінця війни воював проти люфтваффе.
Літав на винищувачі Messerschmitt Bf 109 з розпізнавальним знаком «Hai fetiţo!» («Давайте, дівчатка!»).
Найвідоміший бойовий епізод пов'язаний зі збитим ним 22 квітня 1943 радянським бомбардувальником Іл-4. Іоан Дічезаре після приземлення поруч з місцем падіння літака противника, погрожуючи пістолетом «Беретта», взяв в полон двох пілотів збитого бомбардувальника.
Він був останнім з живих пілотів 7-ї винищувальної групи ВПС Румунії, яким вдалося уникнути оточення і полону під Сталінградом.

## Нагороди
- Орден «Доблесний авіатор»
  - золотий хрест (19 вересня 1941)
  - планка (4 листопада 1941)
  - 2 планки (1942)
  - кавалерський хрест з двома планками (1943)
- Орден Корони Румунії, лицарський хрест (1943)
- Залізний хрест (Третій Рейх)
  - 2-го класу (6 червня 1943)
  - 1-го класу (17 серпня 1943)
- Орден Михая Хороброго 3-го класу (30 серпня 1943)
- Авіаційна планка винищувача (Третій Рейх)